# Aucula picta
Aucula picta là một loài bướm đêm trong họ Noctuidae.